# Penha (métro de São Paulo)
Penha est l'une des stations de la ligne 3 - Rouge du métro de São Paulo. Elle a été inaugurée le 31 mai 1986. Elle est située sur l'avenida Conde de Frontin, dite Radial Leste, dans le quartier de Vila Matilde, située à quelques mètres du quartier du même nom (côté nord), dans lequel il reçoit le même nom. Elle est intégrée à un terminus d'autobus urbain et reliée à un grand parking. Elle est située entre deux quartiers: Penha de França au nord et Vila Aricanduva au sud.

## Histoire

### Station de la ligne 3
Le projet de station Penha du métro a débuté au milieu des années 1970, dans le cadre du projet de mise en œuvre de la ligne Est-Ouest. Initialement, elle s'appelait Aricanduva, en raison de sa proximité avec la rivière et le complexe routier homonymes. Lors de la phase de conception, Penha a été incluse dans un groupe de 8 stations avec des conceptions standardisées en 19 modules en béton conçus pour faciliter sa mise en œuvre (voir section caractéristiques).
Les premiers terrains pour l'implantation de la station ont été expropriés par décret municipal N° 14 400 du 4 mars 1977, renforcé par le décret municipal n ° 18 899 du 28 juillet 1983,. Bien que les zones aient été expropriées depuis 1977, la construction de la station (maintenant appelée) Penha n'a commencé qu'à la mi-1982, compte tenu du manque de ressources dans la construction du métro (qui venait de passer du niveau municipal au niveau de l'Etat).
Promis pour être livrés en décembre 1984, les travaux de la station Penha ont été retardés à plusieurs reprises et n'ont été livrés que le 31 mai 1986 par le gouverneur Franco Montoro, en présence des ministres du Travail Almir Pazzianotto Pinto et de l'Environnement Deni Lineu Schwartz. Lors de la cérémonie d'ouverture désorganisée, il y a eu une surpopulation de la station et des trains cérémoniels, obligeant les autorités à partager l'espace restreint avec la population, qui a laissé la station bondée (y compris des cas d'enfants perdus par leurs parents). C'était la première fois dans l'histoire qu'un maire de São Paulo, dans le cas de Jânio Quadros, n'assistait pas à une cérémonie d'inauguration du métro.

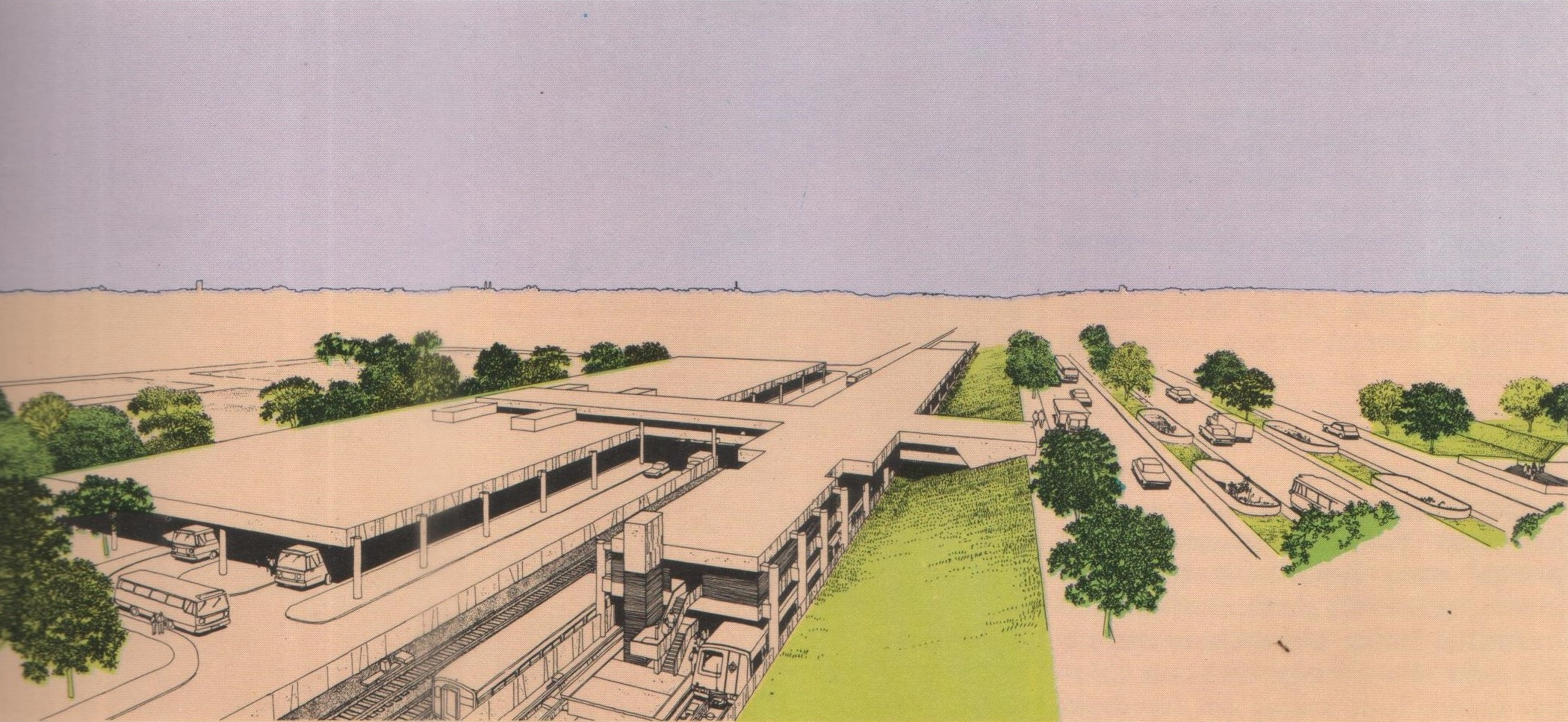
Projet de la station Penha, 1976. Mairie de São Paulo
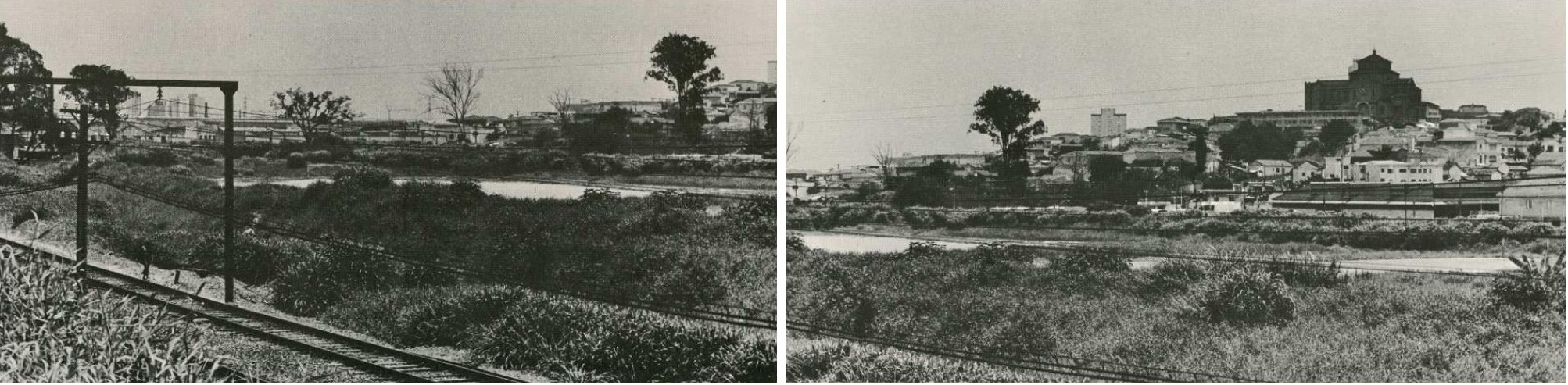
Zone expropriée de la future station Penha, 1978.

### Station de la ligne 2
La Companhia do Metropolitano de São Paulo a présenté, à la mi-2012, le projet d'extension de la ligne 2 - Verte vers Guarulhos, afin que la ligne passe par la station Penha, qui bénéficiera d'une station d'intégration, profitant des terrains expropriés par le métro en 1983. Conçus par les sociétés BVY Arquitetos, Opus Oficina de Projetos Urbanos, Systra et Vetec Engenharia, les travaux de la station Penha, avec une prévision de 35 mille m² de surface construite selon la méthode de tranchée couverte, ont été contractés le 29 juillet 2014 avec le consortium formé par les entreprises de construction C.R. Almeida S/A Engenharia e Obras, Ghella Sp A. (Italie) et Consbem Construções e Comércio Ltda, pour un montant de R $ 1 856 407 514,03 (tronçon Penha-Penha de França). Actuellement, les travaux sont dans un état initial sur le tronçon Vila Prudente - Penha, avec la signature de la commande de service le 17 janvier 2020, sans prévision du début des travaux vers la station terminus Dutra, à Guarulhos,,,,.
En avril 2020, le chantier de construction a commencé à être construit à côté de la station Penha Line 3.

## Caractéristiques
Station semi-souterraine, composée de 19 blocs de béton préfabriqué de 15 m X 12,50 m avec distribution en mezzanine sur une plateforme centrale en surface, structure en béton apparent et couverture spatiale métallique treillisée. Il a accès pour les personnes handicapées physiques par des rampes. Elle a une capacité de jusqu'à 20 mille passagers par jour, dans une superficie construite de 12 170 m², soit, :

### Aires et équipement
| Bloc                | Taille (m²) | Équipement           | Quantité |
| ------------------- | ----------- | -------------------- | -------- |
| Quai                | 2700        | Escaliers mécaniques | 8        |
| Mezzanine           | 1600        | Blocages             | 16       |
| Chambres techniques | 850         | Salle de billets     | 2        |
| Salles d'opération  | 380         | Ascenseurs           | 1        |
| Accès               | 1800        |                      |          |
| Terminus d'autobus  | 4700        |                      |          |
| Toilettes publiques | 140         |                      |          |

## Tableau
| Ligne                         | Terminus                                         | Stations | Principales destinations                                                                                    | Durée du voyage (min) | Intervalle entre les trains (min) | Opération                                                                 |
| ----------------------------- | ------------------------------------------------ | -------- | --- | --------------------- | --------------------------------- | ------------------------------------------------------------------------- |
| Ligne 3 du métro de São Paulo | Palmeiras - Barra Funda ↔ Corinthians - Itaquera | 18       | Barra Funda, Santa Cecília, República, Sé, Brás, Belém, Tatuapé, Penha, Vila Matilde, Artur Alvim, Itaquera | 32                    | 2                                 | Tous les jours, de 4h40 à 0h. Le samedi, jusqu'à 1h du matin le dimanche. |

| Code | Station | Inauguration | Capacité                            | Intégration                                          | Quais   | Position       | Notes                                                               |
| ---- | ------- | ------------ | ----------------------------------- | ---------------------------------------------------- | ------- | -------------- | ------------------------------------------------------------------- |
| PEN  | Penha   | 31 mai 1986  | 20 mille passagers par heure/pointe | Bilhete Único de la SPTrans - Terminus de bus urbain | Central | À fleur du sol | Station avec structure en béton apparent, toit métallique treillisé |